# Freiberg (district)
Districtul Freiberg este un Kreis în landul Saxonia, Germania. 